# Síndrome de Möbius
El síndrome de Möbius o de Moebius es una enfermedad neurológica congénita extremadamente rara. Dos importantes nervios craneales, el  6º y el 7º, no están totalmente desarrollados, lo que causa parálisis facial y falta de movimiento en los ojos. Estos nervios controlan tanto el parpadeo y el movimiento lateral de los ojos como las múltiples expresiones de la cara. También pueden estar afectados otros puntos del sistema nervioso, entre ellos otros nervios cerebrales que controlan otras sensaciones y funciones.
Los efectos clínicos son múltiples, entre otros, dificultades iniciales para tragar que pueden llevar a déficit de desarrollo y los problemas que conllevan la falta de sonrisa, el babeo, y el habla y la pronunciación defectuosas. Las alteraciones observadas en los ojos consisten principalmente en estrabismo y limitación del movimiento; afortunadamente, son poco frecuentes la ulceración de la córnea y otros cuadros relacionados con el mal desempeño de los párpados. Los problemas aparecen pronto y reflejan la incapacidad del niño para una higiene bucal apropiada después de las comidas y que la boca permanezca entreabierta.

## Introducción

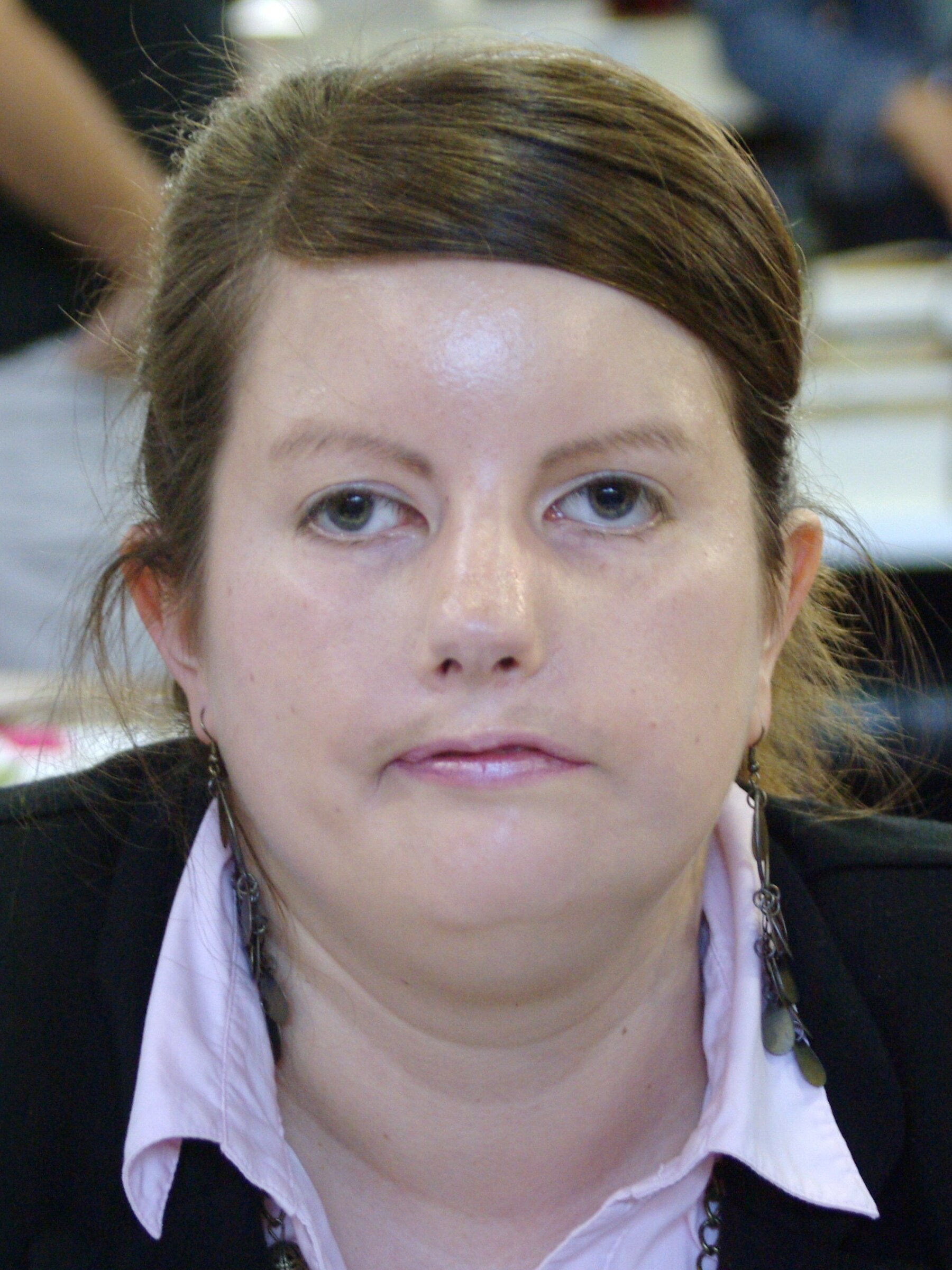
Escritora chilena Ana María Haebig tiene Síndrome de Moebius

Desde 1880 Von Graefe y Saemish agruparon algunos pacientes con trastornos congénitos infrecuentes de la región facial y no progresivos, lo cual fue descrito más tarde en 1888 por Paul Julius Moebius, con el nombre de síndrome de Moebius, definido como "parálisis congénita de los núcleos de los pares craneales VI motor ocular externo, VII facial y otros pares craneales como: XII hipogloso, III motor ocular común, cuyo espectro clínico es variable; afecta a otros pares craneales y se asocia con múltiples malformaciones". Por ser esta una instancia clínica poco conocida, muchos pacientes han sido condenados a ser tratados como incapacitados mentales, el apoyo moral y social es indispensable, tanto para los afectados como para sus familiares.

## Etiología
Según el  Dr. Antonio Peréz Aytés, doctor de la asociación Española de pediatría, el síndrome de Moebius es una enfermedad heterogénea, y las diferentes causas aun son desconocidas. Sin embargo, numerosas evidencias obtenidas de estudios de necropsias, de observaciones clínicas y de los actuales estudios de neuroimagen (tomografía axial computarizada [TAC], resonancia magnética), defienden la hipótesis de que en la mayoría de los casos hay o bien una agenesia de los núcleos de los nervios craneales VI y VII, o bien esos núcleos comienzan su desarrollo de manera normal y más adelante, en alguna etapa del desarrollo embriofetal, y presuntamente por algún evento de tipo isquémico, se destruyen. Experimentos provocando alteraciones en el flujo uterino de animales de laboratorio han conseguido reproducir los defectos del Moebius observados en humanos.
Por otro lado, la presencia de metrorragias intensas durante el embarazo de madres con hijos con s. Moebius es muy común. Igualmente, en algunos casos de s. Moebius las madres experimentan durante la gestación hipotensión severa a consecuencia de fuertes hemorragias después de un accidente de tráfico, y casos de madres expuestas durante la gestación a agentes con fuerte efecto vasoconstrictor. En este sentido es muy determinante la experiencia de Brasil donde se ha observado una fuerte relación entre la aparición de s. Moebius en recién nacidos cuyas madres habían ingerido dosis masivas de misoprostol intentando abortar de manera clandestina. El misoprostol, un análogo de la prostaglandina E1, actúa sobre el útero gestante provocando contracciones durante las cuales se produce una fuerte reducción de flujo sanguíneo uterino-fetal.
En resumen, las causas del Moebius pueden ser muchas (genéticas, factores teratógenos, anomalías placentarias, etc.) pero en todos los casos hay una condición común: la agenesia o destrucción de los núcleos de los nervios VII y VI situados en tronco cerebral.

## Manifestaciones Clínicas
Los síntomas más notables se presentan en las expresiones y las funciones faciales. En bebés recién nacidos, lo primero que se presenta es una incapacidad deteriorada de aspirar, y el babear excesivo, los ojos cruzados también pueden estar presentes. Aparte de eso, puede haber deformidades de la lengua y de la mandíbula, también de algunos miembros del cuerpo, incluyendo los pies deformados y/o los dedos pegados.
Las manifestaciones clínicas más frecuentes que se presentan en la vida del paciente con Síndrome de Moebius son:
1. En los primeros meses la alimentación puede presentar dificultades enormes.Para el bebe es difícil conseguir la cantidad de alimento requerido, además de frecuentes toses, vómitos y atragantamientos, que acaban produciendo miedo y rechazo hacia la comida para ambos, madre e hijo. La persistencia de un modo suave y amable, es a menudo recompensada con el éxito. Sin embargo, algunas veces son necesarios meses para que el niño adquiera suficiente control y confianza para alimentarse placenteramente.[3]
2. Tan pronto como estos problemas han sido dominados, el siguiente en manifestarse es el relativo a la expresión facial. A causa de los problemas en los músculos de la expresión facial, los cuales son estimulados por el nervio VII, la falta de expresión en risas y llantos, comienzan a ser muy notables. Esto, junto a problemas de babeo y dificultades del habla, tiene enormes repercusiones en el desarrollo psicosocial del niño.[3]
3. Ausencia de movimiento lateral de los ojos y parpadeo.
4. Deformaciones y faltas en brazos y piernas.
5. Estrabismo (ojos cruzados).
6. Lengua pequeña y/o deformada, y con movimientos limitados.
7. Paladar hundido.
8. Babeo excesivo.
9. Echar la cabeza hacia atrás al tragar.
10. Dificultades del habla (en especial con sonidos que implican el uso de los labios y los que necesitan cerrar la boca: B, M, P y F).
11. Retrasos motores debidos a flojedad en la parte superior del cuerpo.
12. Problemas dentales.
13. Problemas de oídos, como la sensibilidad a ruidos fuertes.
14. Predisposición a infecciones respiratorias superiores.

Los problemas del habla responden a menudo a la terapia, pero pueden persistir debido a la movilidad deteriorada de la lengua y de los labios. Al crecer, la carencia de la expresión facial y de una inhabilidad de sonreír se convierte en los síntomas visibles dominantes. El síndrome de Moebius es acompañado a veces por el síndrome de Pierre Robin y Anomalía de Poland.

### Preocupaciones Orales

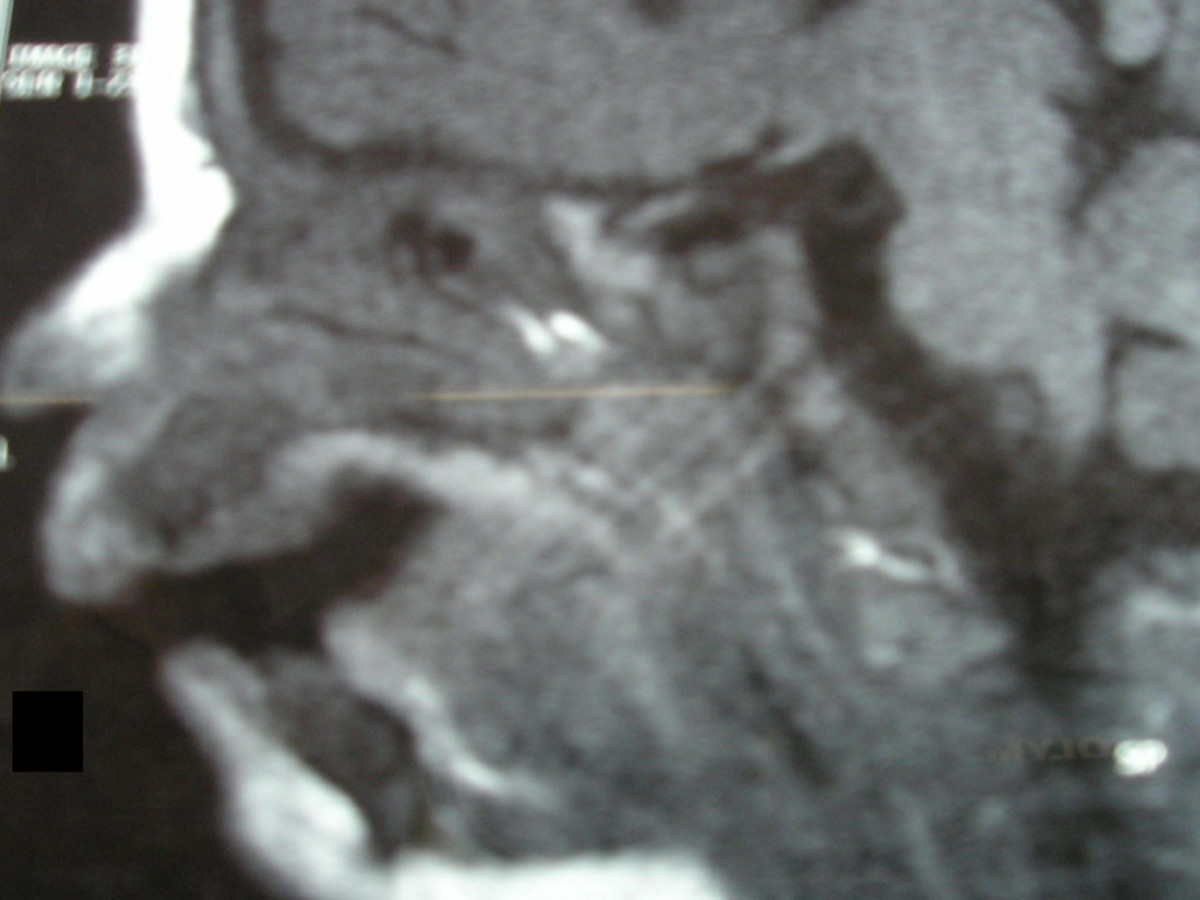
Resonancia magnética que muestra un marcado subdesarrollo de la lengua

#### Neonatal
- Dificultad en cerrar la boca o tragar.
- La lengua puede fascicular (temblor) o ser hipotónica (bajo tono muscular).
- La lengua puede ser más larga o más corta que el promedio.
- Puede haber bajo tono de los músculos del paladar blando, faringe, y del sistema masticatorio.
- El paladar puede estar arqueado excesivamente(paladar alto), porque la lengua no forma una succión que normalmente moldea al paladar hacia abajo.
- El paladar puede tener una ranura (esto puede ser parcialmente debido a la intubación temprana y más si es por un período prolongado de tiempo) o puede ser hendido (formado completamente).
- La abertura de la boca puede ser pequeña. Los problemas de alimentación puede convertirse en un problema crítico desde el principio si la nutrición adecuada es difícil.

#### Dentición primaria
- Los primarios (dientes de leche) por lo general comienzan a llegar a los 6 meses de edad y los 20 dientes ya han salido completamente a dos años y medio de edad.
- El momento de erupción es muy variable.
- Puede haber una formación incompleta en el esmalte de los dientes (hipoplasia del esmalte) que hace que los dientes sean más vulnerables a las caries (cavidades).
- Puede que haya dientes que nunca salgan.
- Si el bebé muerde de manera inapropiada, las mandíbulas inferiores se hacen más deficientes (micrognatia o retrognatia).
- La saliva puede ser espesa, o el bebé puede tener la boca seca.

#### Dentición Mixta
Entre los 5 y 7 años, la mayoría de los niños comienzan a perder sus dientes de leche. En ocasiones, algunos dientes de leche son lentos en caer, y el dentista puede querer quitar un diente primario más temprano para evitar problemas de ortodoncia. Del mismo modo, la pérdida prematura de dientes primarios pueden crear problemas de ortodoncia más adelante. Cuando se pierde un diente prematuramente, separadores extraíbles o fijos pueden ser necesarios para evitar el desplazamiento de los dientes.
Para el caso de un paciente con síndrome de moebius, un tratamiento de ortodoncia interceptiva puede ser iniciado en esta etapa de desarrollo para ayudar con la aglomeración o para ayudar a relacionar los maxilares superior e inferior. El paladar alto puede causar que los dientes delanteros superiores se desalineen y se vuelvan más propensos a fracturas si son golpeados accidentalmente. La Ortodoncia interceptiva tiene un papel importante en esta situación. Aparatos que amplían el arco superior tienden a llevar los dientes frontales de nuevo en una posición más normal. Algunos aparatos pueden incluso ayudar a que los dientes frontales se cierren normalmente al morder. La boca y los labios tienden a secarse en los pacientes de Möbius,en la mayoría de los casos por la falta de un sello bucal (labios juntos) lo que genera que las encías se sequen y puedan inflamarse e irritarse.

#### Dentición Permanente
Después de que el último diente de leche se pierde, por lo general alrededor de la edad de doce años, el tratamiento de ortodoncia final puede ser iniciado. Un paciente que no ha sido capaz de cerrar o tragar bien probablemente tenga una mordida abierta, un crecimiento deficiente de la mandíbula inferior y un arco estrecho con los dientes apretados. En estos casos la cirugía ortognática puede ser la indicada y debe ser completada en la mayoría de situaciones antes de la cirugía sonrisa donde se injerta el músculo gracilis a la cara.

## Causas
Aunque parece ser genético, su causa precisa aún es desconocida y las investigaciones médicas presentan teorías conflictivas. Este síndrome afecta a niños y niñas por igual; y, en algunos casos, parece haber un riesgo más alto de que se pase el trastorno de un padre afectado a su hijo(a). A pesar de que actualmente no existe una prueba prenatal para determinar el Síndrome de Moebius, la gente se puede beneficiar de la consejería genética.
A nivel médico, el síndrome de Moebius se debe a que los pares craneales 6º (que controla el movimiento lateral del ojo) y 7º (que controla los músculos de la expresión facial, de la lengua, funciones salivales y del gusto entre otras cosas) no se desarrollan completamente, lo cual causa la parálisis facial y del músculo del ojo, ya que los movimientos de la cara, el fruncir, el parpadeo, los movimientos laterales del ojo y las expresiones faciales son controlados por estos nervios.
Muchos de los otros 12 nervios craneales se pueden afectar, incluyendo el 3º (controla los músculos externos del globo ocular y de las fibras sensoriales), 5º (controla los músculos de la masticación), 8º (relacionado con la audiencia y el balance), 9º (lleva la sensación y el gusto de la parte posterior de la lengua y de la garganta y ayuda a controlar el tragar), 11º (controla los músculos esternocleidomastoideo y trapecio) y 12º (controla músculos de la lengua y algunos pequeños del cuello).

## Diagnóstico y tratamiento
Las características de esta enfermedad hacen que el diagnóstico clínico sea fácil de realizar al momento de nacer. Habitualmente la madre o el pediatra se dan cuenta de que la expresión del recién nacido no es normal. El niño llora produce sonidos y lágrimas, con la ausencia de la mímica facial propia del llanto. Existe alteración en la succión por lo que debe recibir alimentación asistida. Durante el sueño se aprecia un cierre palpebral incompleto, los ojos se desplazan hacia arriba (fenómeno de Bell), sin desplazamiento lateral. Esto último permite el diagnóstico diferencial con una parálisis periférica del nervio facial. Posteriormente se aprecian alteraciones en la articulación de los sonidos, lagrimeo y sialorrea constantes y alteraciones de la masticación. Además, el paciente no tiene visión
lateral, debido al estrabismo convergente, lo que lo obliga a mover constantemente la cabeza hacia los lados. Presenta epífora y queratoconjuntivitis crónica, debido al cierre palpebral incompleto. Puede haber pliegues epicánticos lo que confiere al paciente
un aspecto mongoloide. Todo esto puede llevar en algunos casos a condicionar su manejo en los primeros años de vida, tratándolo como una persona con deficiencia mental y retrasando su escolarización normal.
No hay un tratamiento curativo, pero el cuidado de estos niños requiere un equipo multidisciplinario que debe incluir a especialistas en Pediatría, Genética Clínica y Dismorfología, Trauma/Ortopedia, Logopedia, Dentista/Ortodoncia y Cirugía Máxilo-Facial, Otorrinolaringología, Oftalmología, Neurología, Fisioterapia, y Psicología. También a medio-largo plazo, la labor de los educadores (escuela, deportes, actividades de tiempo libre...) es muy importante para la integración social y laboral.
El tratamiento existente es fundamentalmente quirúrgico. Sin embargo, existen una serie de otras medidas necesarias al momento de nacer, orientadas a prevenir complicaciones derivadas de estas alteraciones, tales como el uso de lágrimas artificiales, instrucciones para la alimentación, sello ocular nocturno, etc.
Los pacientes con síndrome de Moebius requieren a veces botellas especiales o tubos de alimentación para mantener una nutrición mínima. El estrabismo es normalmente corregido por cirugía, al igual que las deformidades de los miembros y de la mandíbula, y la cirugía plástica puede ofrecer ventajas en ciertos casos individuales. En algunos pacientes, las transferencias de los nervios y de los músculos a las esquinas de la boca se realizan para proporcionar capacidad de sonreír. Los niños con esta enfermedad también pueden recibir terapia de habla para mejorar sus habilidades y su coordinación del habla y de la alimentación.
El tratamiento quirúrgico requiere del uso de múltiples recursos de Cirugía Reconstructiva, los cuales están orientados principalmente a los siguientes aspectos:
- Manejo del pliegue epicántico (pliegue del párpado superior que cubre la esquina interna del ojo).
- Corrección del cierre palpebral.
- Corrección y alargamiento del labio superior.
- Suspensión dinámica de la boca y corrección de la ptosis (“caída”) facial.

La supervivencia de las personas con síndrome de Moebius suele ser buena ya que, salvo casos excepcionales, no suelen afectarse órganos vitales. Sin embargo, sí que pueden darse algunas alteraciones funcionales y problemas de adaptación social en los afectados. Cabe mencionar que en México, desde hace cinco años, ya se cuenta con una clínica multidisciplinaria que atiende a los pacientes con este síndrome. Este sitio está ubicado dentro del Hospital General Dr. Manuel Gea González, en la zona de hospitales de Tlalpan, en el Distrito Federal. El especialista único en el país es el doctor Alexander Cárdenas Mejía.[cita requerida]

## Efectos sociales y estilo de vida
El síndrome de Moebius no evita que las personas experimenten el éxito personal y profesional. Debido a la importancia de la expresión facial y la sonrisa en la interacción social, las personas con Möbius son percibidas como hostiles o indiferentes en conversaciones o en otro tipo de interacciones sociales.
Por otro lado, las personas que están familiarizadas con los pacientes de Möbius, como la familia o los amigos pueden reconocer otras señales de emoción, tales como el lenguaje corporal, hasta el punto de a veces olvidar que la persona tiene parálisis facial. Las personas con síndrome de Möbius pueden compensar la falta de expresión mediante el lenguaje corporal, la postura o el tono de voz para transmitir sus emociones.[cita requerida]

## Día Internacional del Síndrome de Moebius
El 24 de enero se celebra el Día Internacional del Síndrome de Moebius, en honor al médico Paul Julius Moebius que lo definió.